# HD 62713
HD 62713，又名CD-40 3377，SAO 218932、HR 3002，是一颗恒星，视星等为5.17，位于銀經254.86，銀緯-8.44，其B1900.0坐标为赤經7h 40m 17.6s，赤緯-40° -8.44′ 21″。